# Streets of Love
"Streets of Love" er en sang fra det engelske rock’n’ roll band The Rolling Stones, og den stammer fra deres 2005 album A Bigger Bang. 
Den blev krediteret til Mick Jagger og Keith Richards, og udgivet som dobbelt A-side single sammen med ”Rough Justice” den 22. august, 2005. 
På nummeret sang Jagger, mens Charlie Watts og Darryl Jones spillede henholdsvis trommer og bass. Richards og Ron Wood spillede sangens elektriske guitarer, og orgel og klaver blev spillet af Matt Clifford og Chuck Leavell .

## Eksterne kilder og henvisninger
- Tekst
- Se The Rolling Stones ”Streets of Love”
- Tekst og info om ”Streets of Love”

### Fodnote
1. ↑  Streets of Love – Song Lyrics